# Seconde bataille d'Independence
Guerre de Sécession
Batailles
Expédition de Price au Missouri
- Fort Davidson
- 4e Boonville
- Glasgow
- Lexington
- Little Blue River
- 2e Independence
- Byram's Ford
- Westport
- Marais des Cygnes
- Mine Creek
- Marmiton River
- 2e Newtonia

La seconde bataille d'Independence est un engagement mineur de la guerre de Sécession, les 21-22 octobre 1864, centré à Independence, dans le Missouri, avec certains des combats les plus féroces se déroulant sur l'actuelle place de la Paix des Nations unies ; le « dépôt ferroviaire Harry Truman » ; la résidence de George Caleb Bingham, le temple de l'église de la communauté du Christ, l'auditorium et l'« église en pierre »; et le siège de l'Église du Christ (temple). La seconde bataille d'Independence est en fait deux batailles séparées, la première journée où l'armée de Price repousse l'armée de Blunt vers l'ouest, en dehors d'Independence, et le deuxième jour, où la cavalerie de Pleasonton repousse l'armée de Price vers l'ouest, en dehors d'Independence.
Cette rencontre ouvre la phase décisive de la campagne du Missouri de 1864 du major général confédéré Sterling Price, et aboutit à sa défaite à la bataille de Westport le lendemain, et à la bataille de Mine Creek le 25. C'est l'action la plus dramatique de la guerre de Sécession impliquant le comté de Jackson, au Missouri depuis l'Ordre n ° 11 dévastateur de l'Union un an plus tôt.
La bataille ne doit pas être confondue avec la première bataille d'Independance, livrée en août 1862. Cette bataille antérieure avait vu une victoire confédérée.

## Contexte

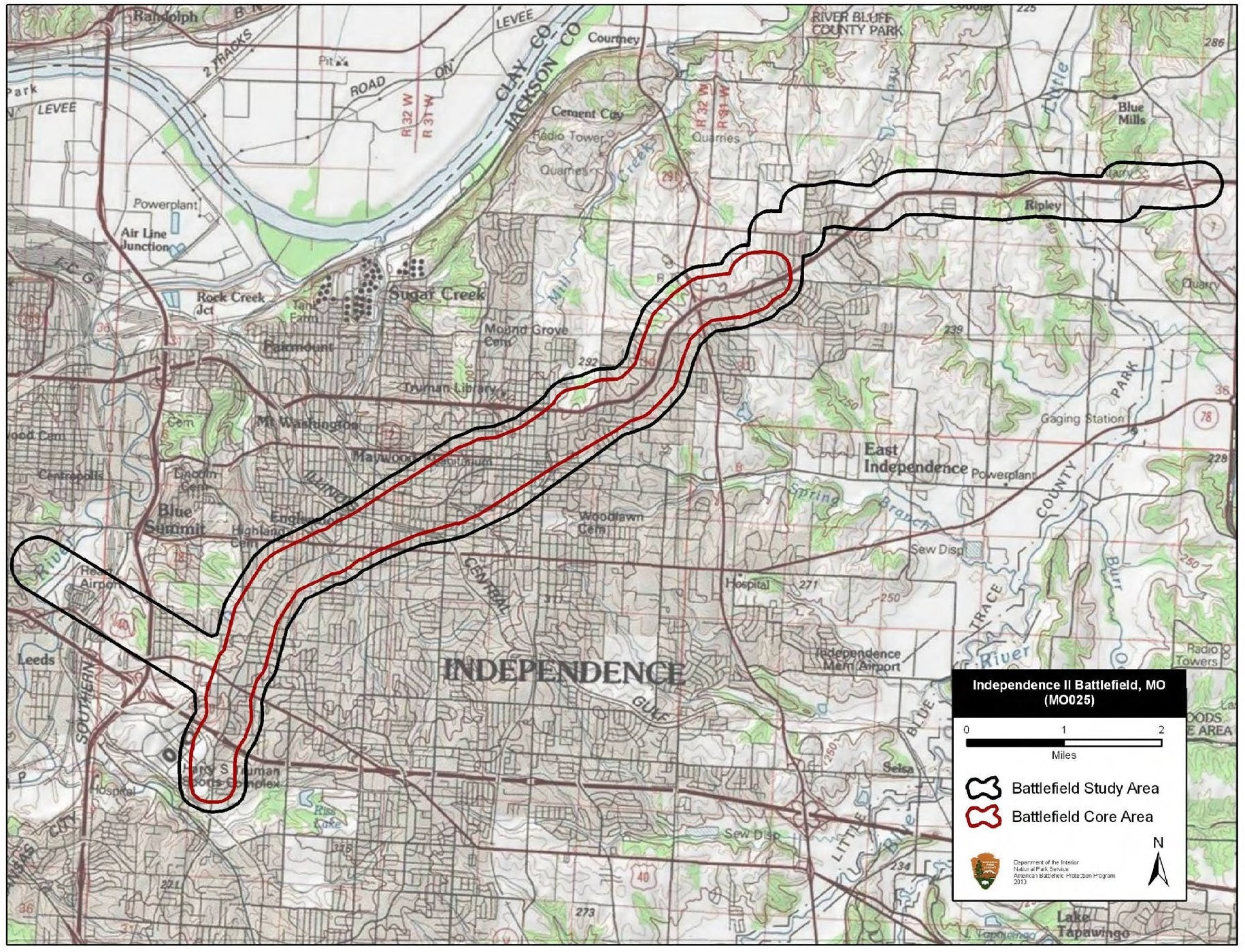
La carte du champ de bataille de la seconde bataille d'Independence et des zones d'étude par le programme de protection des champs de bataille américains.

La seconde bataille d'Independence fait partie d'une série de batailles, livrées dans un délai de sept jours à proximité de la frontière entre le Kansas et le Missouri. Ces batailles comprennent les batailles de Lexington (19 octobre), Little Blue (21 octobre), Independence (21-22 octobre), Westport (23 octobre), Marais des Cygnes (25 octobre, aussi appelée la bataille d'Osage, et la bataille de Trading Post), Mine Creek (25 octobre), et Marmiton River (25 octobre, aussi appelée la bataille de Shiloh Creek ou la bataille de Charlot's Farm). La plupart de ces batailles sont livrées sans suffisamment de fourrage pour les chevaux, ou de vivres pour les hommes.
À l'automne de 1864, le major général confédéré Sterling Price est envoyé par son supérieur, le lieutenant général Edmund Kirby Smith, pour tenter de prendre le Missouri pour la Confédération. Incapable de s'attaquer à son objectif principal, St. Louis, Price décide d'exécuter le plan alternatif de Smith d'un raid vers l'ouest à travers le Missouri et le Kansas et le territoire Indien. Leur but est de détruire ou capturer des approvisionnements de l'Union et des avant-postes, ce qui pourrait nuire aux chances de réélection d'Abraham Lincoln en 1864.
Après ses victoires à Glasgow et Lexington, Price continue sa marche vers l'ouest, dans la direction de Kansas City et fort Leavenworth, quartiers généraux du département fédéral de Kansas. Son armée, qu'il appelle l'armée du Missouri, est organisée avec la division du brigadier général Joseph Shelby en tête, suivie par la division du brigadier général John S. Marmaduke, et la division du brigadier général James Fagan formant l'arrière.
Les forces de l'Union opposées à Price comprend des unités de la milice et du XVIe corps du major général Andrew J. Smith, renforcées par la division de cavalerie du major général Alfred Pleasonton, détaché du département du Missouri de William S. Rosecrans. En outre, l'armée des confins, nouvellement activée, sous les ordres du major général Samuel R. Curtis engagera la force de Price. Curtis commande les divisions du major général James G. Blunt (cavalerie), du major général George W. Dietzler (division de la milice du Kansas), la cavalerie de Pleasonton, et de deux divisions d'infanterie détachées du corps de Smith sous des Colonels Joseph J. Woods et David Moore—environ 22 000 hommes en tout.

## Prélude
À la suite de sa défaite à Lexington, le petit détachement de troupes de l'Union engagées dans cette bataille sous les ordres du général Blunt retraite vers l'ouest en direction d'Independence. Ils installent leur campement le 20 octobre derrière de solides positions défensives sur la rive ouest de la rivière Little Blue, à environ cinq miles à l'est de la ville, et attendent la force principale confédérée. Cependant le supérieur de Blunt, le général Curtis, lui ordonne d'abandonner ces positions à l'exception d'une petite force de blocage sous les ordres du colonel Thomas Moonlight, et de retourner à Independence.

## 21 octobre
La deuxième bataille d'Independence commence véritablement  comme un engagement sur la rivière Little Blue, dans la région rurale la plus à l'est des limites de la ville, et implique différentes troupes de l'Union, chaque jour. Elle commence le 21 octobre, lorsque le général Blunt reçoit l'ordre de retourner à la Little Blue et de réoccuper les mêmes positions défensives qu'il avait reçu l'ordre d'abandonner la veille. Dès son arrivée, il s'aperçoit que le colonel Moonlight a brûlé le pont sur la rivière comme il en avait reçu l'ordre précédemment, après avoir été attaqué par l'avant-garde de Price.

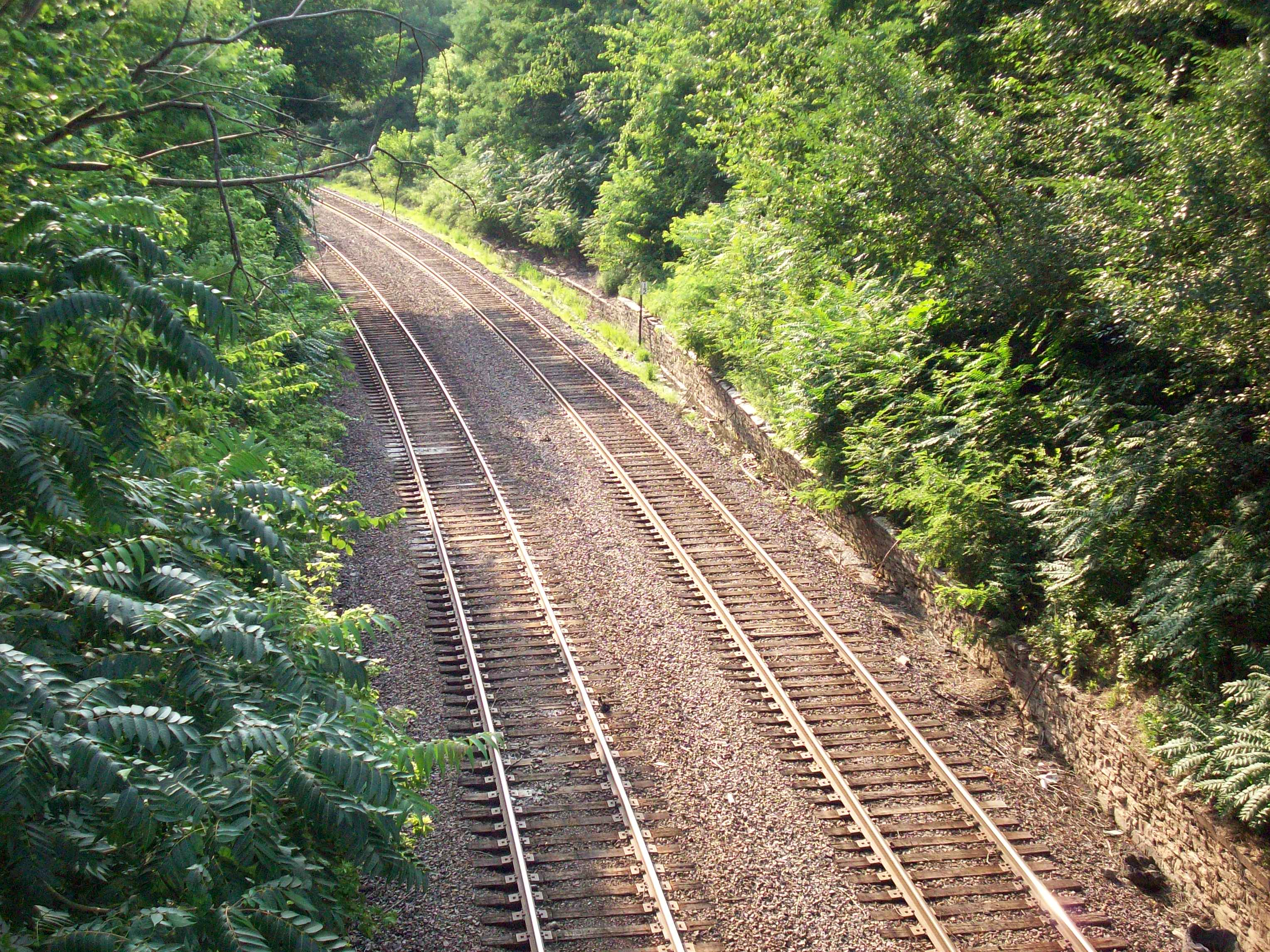
Chemin de fer coupé à Independence, dans le Missouri, où les forces confédérées ont campé pendant la nuit du 21 au 22 octobre 1864. Ce point de vue est à quelques centaines de mètres en direction de l'ouest du dépôt ferroviaire « Harry Truman » sur Pacific Street, dans le centre d'Independence.

Vers 7 heures, les troupes du général Shelby arrivent sur place, et engagent durement les forces de l'Union, les troupes du colonel Moonlight, d'environ 600 hommes et quatre obusiers de montagne de douze livres. Des témoins rapportent que les fédéraux se retranchent derrière des murs de pierre, et obligent les confédérés qui attaquent à se battre pour presque chaque pouce de terrain. À ce moment, la première division du général Blunt, avec la quatrième brigade du colonel James Ford sont amenés en renfort. La quatrième brigade est composée du 2nd Colorado Cavalry et 16th Kansas Cavalry, et de la batterie du Colorado, soit environ 900 hommes avec six canons.
À 10 heures du matin, les troupes de l'Union sont obligés de céder le terrain, retraitant vers l'ouest à travers Independence vers Westport. Les première et quatrième brigades quittent le combat à Independence, se joignant à celui qui se déroule à la Big Blue, à huit miles de distance. Les unités de l'arrière-garde de l'Union tentent d'entraver la progression de Price tout au long de l'après-midi du 21, alors que de vifs combats font rage dans les rues de la ville, mais toutes sont finalement contraintes de se retirer. Les troupes de Price arrêtent leur progression sur une voie de chemin de fer inachevée sur le côté ouest du centre ville, et mettent le camp pour la soirée.
Un peu plus tard, le général Blunt arrive, et fait former une nouvelle ligne de bataille avec les troupes. À ce moment, le 11th, 15th et 16th Kansas, la batterie de McLain, le 2nd Colorado, le 3th Wisconsin et la première brigade sont impliqués, démontés, pour un total de moins de 2 500 hommes. Le 11th Kansas est à court de munitions au cours de la bataille, mais il reste sur le terrain.
Une victime de la première journée de combats est le confédéré George M. Todd, qui a participé à la première bataille d'Independence, en 1862, où il s'est rendu coupable d'exécutions sommaires de deux officers de l'Union capturés.
Des coups de feu sporadiques continué tout au long de la nuit, alors que chaque camp sonde l'autre. Les troupes d'infanterie de l'Union poursuivent leur retrait vers la rivière Big Blue, à l'ouest d'Independence.

## 22 octobre
Le 22, la force avancée du major général Alfred Pleasonton rencontre l'arrière-garde des troupes de Price (Fagan avec 4 500 hommes, et Marmaduke avec 2 500 hommes) à la rivière Little Blue.
À 5 heures du matin, la division se déplace vers la traversée de la Little Blue, où le pont a été détruit. Un pont temporaire a été construit, et à l'aube, la deuxième brigade du brigadier général John McNeil, suivie par la troisième brigade du brigadier général John Sanborn, de la force de cavalerie de l'Union du major général Alfred Pleasonton de 7 000 hommes traverse la rivière Little Blue, et engage l'arrière-garde de Price.
Autour de 14 heures, les troupes de McNeil commencent à pousser au plus proche de la ville. McNeil ordonne au 5th Missouri State Militia de se déployer comme des tirailleurs, puis démonte deux de ses brigades, le 17th Illinois et le 13th Missouri. Les confédérés sont soutenus par l'artillerie jusqu'à environ 15 heures.

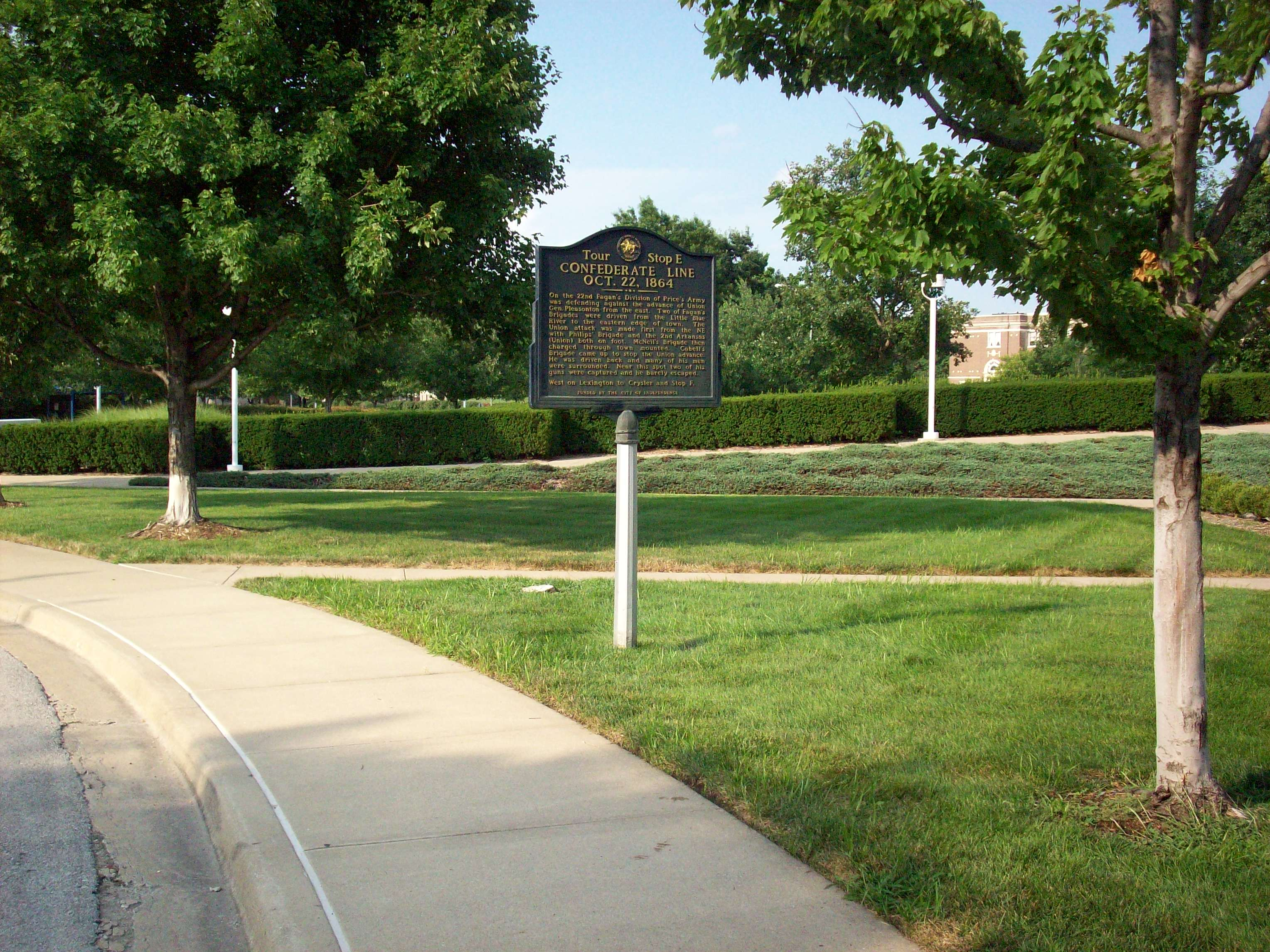
La ligne de bataille de Fagan, sur le terrain de l'actuel temple d'Independence.

À environ 15 heures, Pleasonton arrive, et s'aperçoit que les troupes confédérées de Cabell sont dans une situation difficile en raison du nombre de rues entrant dans Independence, fournissant des voies possibles d'attaque. Les troupes de Sanborn attaquent la ville par le nord et le nord-est (et donc, à partir sur les arrières de la force de Price), sa cavalerie à pied. McNeil attaque ensuite les troupes de l'est, se formant environ un quart de mile de la ville et chargeant la ville à cheval,. Sept compagnies du 13th  Missouri de Catherton forment une colonne de quatre, et attaquent avec de sabres. D'autres troupes dans ces brigades comprennent les régiments de cavalerie, le 7th Kansas, le 17th Illinois, et le 2nd Arkansas , le 2nd menant l'attaque des troupes de Sanborn. Deux des brigades confédérées de Fagan (Arkansans) sont malmenées par les fédéraux en attaque, étant repoussé à travers la ville vers l'ouest, où se trouve la principale force de l'Union. Les confédérés sont soutenus à ce moment par des canons Parrott. Une brigade confédérée supplémentaire tente d'endiguer l'assaut sur le terrain de ce qui est maintenant le temple d'Independence de la Communauté du Christ, mais est pratiquement anéantis par la force de Pleasonton avec seulement quelques rebelles qui parviennent à s'échapper.
Au cours de la bataille, l'Union capture deux canons rayés, anciennement utilisé par le 2nd Missouri Light Artillry (US), fait 40 morts, capturant aussi 300 confédérés de la brigades de Cabell et Slemon. Les pertes de l'Union s'élèvent à 14 tués, 58 blessés et 11 disparus, pour un total de 83 hommes. Les officiers confédérés capturés lors de l'attaque comprennent les officiers des régiments suivants : du 45th Arkansas, du 10th Missouri State Guard, de ceux de Coffey, de Lowther, de Crabtree, de Freeman, de Gordon, de Slayback, d'Elliott, de Jeff Thompson et de Goodwin.
La division de Marmaduke engage Pleasonton à environ deux miles à l'ouest d'Independence, parvenant à repousser les fédéraux et les retenant jusqu'au matin du 23 octobre. Le foyer du combat se déplace ensuite vers l'ouest d'Independence à Westport, dans l'actuelle Kansas City.

## Conséquences
Bien que Price réclame la victoire due à la bravoure de Marmaduke et de ses hommes, les actions audacieuses de Pleasonton l'inquiètent grandement. Inquiets pour la sécurité de ses approvisionnements, Price envoie ses trains de wagons vers Little Santa Fe sur la route de fort Scott, une fois qu'il a traversé la rivière Big Blue. Le lendemain, les 30000 soldats des deux armées se rejoignent et livrent la bataille de Westport, résultant en une victoire décisive de l'Union et la fin des efforts militaires confédérés majeurs dans le Missouri.